# Alex Tolio
Alex Tolio (30 maart 2000, Bassano del Grappa) is een Italiaans wielrenner die vanaf 2022 als beroepsrenner voorBardiani-CSF-Faizanè uitkomt. Voordat Tolio de overstap naar de beroepsrenners maakte kwam hij in 2020 en 2021 uit voor respectievelijk Casillo-Petroli Firenze-Hopplà en Zalf Euromobil Fior. Hij wist voor deze ploegen geen overwinningen te behalen, maar maakte desondanks de overstap naar de beroepsrenners.

## Resultaten in voornaamste wedstrijden
|      | \| Jaar \| Ronde van Lombardije \| Strade Bianche \| \| ---- \| -------------------- \| -------------- \| \| 2022 \| opgave \| opgave \| \| 2023 \| 68e \| 82e \| |                |
| Jaar | Ronde van Lombardije | Strade Bianche |
| 2022 | opgave | opgave         |
| 2023 | 68e | 82e            |

## Ploegen
- 2020 –  Casillo-Petroli Firenze-Hopplà
- 2021 –  Zalf Euromobil Fior
- 2022 –  Bardiani-CSF-Faizanè
- 2023 –  Green Project-Bardiani-CSF-Faizanè
- 2024 –  VF Group-Bardiani CSF-Faizanè
- 2025 –  VF Group-Bardiani CSF-Faizanè

Battaglin · Bonillo · Cañaveral · Colnaghi · Covili · El Gouzi · Fiorelli · Gabburo · Marcellusi · Martinelli · Mazzucco · Modolo · Mulubrhan (vanaf 21/4) · Nieri · Pellizzari · Pinarello · Rastelli · Santaromita · Tarozzi · Tolio · Tonelli · Trainini (tot 5/4) · Visconti (tot9/3) · Zana · Zanoncello · Zoccarato · Magli (stagiair)
Bonillo · Colnaghi · Conforti · Covili · El Gouzi · Fiorelli · Gabburo · Lucca · Magli · Marcellusi · Martinelli ·  Mulubrhan · Nieri · Paletti · Pellizzari · Petrucci (tot 9/2) · Pinarello · Rastelli · Santaromita · Scalco · Scott (tot 20/7) · Tarozzi · Tolio · Tonelli · Zanoncello · Zoccarato · Cadena (stagiair) · Cavallo (stagiair) · Rojas (stagiair)
Biagini · Colnaghi · Conforti · Covili · Fiorelli · Gabburo · Lucca · Magli · Marcellusi · Martinelli · Paletti · Pellizzari · Pinarello · Pinazzi · Pozzovivo (vanaf 25/2) · Rojas · Scalco · Tarozzi · Tolio · Tonelli · Turconi · Zanoncello · Zoccarato